# Processus de Bologne
Pour les articles homonymes, voir Bologne (homonymie).
Le processus de Bologne est un processus de rapprochement des systèmes d'études supérieures européens amorcé en 1998 et qui a conduit à la création en 2010 de l'espace européen de l'enseignement supérieur, constitué de 48 États. Cet espace concerne principalement les États de l'Espace économique européen ainsi que, notamment, la Turquie et, jusqu'en mai 2022, la Russie.
Les études supérieures en Afrique et celles de l'ancienne Union soviétique ont aussi été réformées en raison des liens historiques, politiques et linguistiques qui unissent certains pays avec leur zone d'influence. Amorcé en 1998 par la déclaration de la Sorbonne du 25 mai 1998, le processus de Bologne vise à faire de l'Europe un espace compétitif à l'échelle mondialisée de l'économie de la connaissance.

Logotype du processus de Bologne.

## Objectifs
Depuis la convention de Lisbonne en 1997, les objectifs du programme ont évolué. Deux phases principales ont été observées : la première visant à poser les bases de l'espace européen de l'enseignement supérieur, à savoir harmoniser les systèmes nationaux en généralisant une division en trois cycles (graduate, post-graduate et doctorat), ce qui implique une reconnaissance réciproque des qualifications (basée notamment sur le système européen de transfert et d'accumulation de crédits, les ECTS ; la seconde, notamment depuis la déclaration de Londres en 2007, visant à mettre en place une politique d'assurance qualité tant des établissements que des formations.
Diverses déclarations, conventions ou communiqués impliquant des ministres d'États ont régulièrement défini ou rappelé les objectifs. Ces sommets se sont produits au moins une fois tous les deux ans. Les objectifs d'éducation tout au long de la vie et de mobilités sont constamment rappelés.

### Convention de Lisbonne (1997)
La convention sur la reconnaissance des qualifications relatives à l'enseignement supérieur dans la région européenne a été émise par le Conseil de l'Europe. Elle vise notamment à la reconnaissance des différents titres et grades pré-universitaires et universitaires permettant l'admission d'étudiants dans des systèmes d'enseignement supérieur étrangers. Elle engage aussi les parties à diffuser de l'information concernant leur système d'enseignement supérieur, notamment leurs établissements, en vue de la réalisation de classements internationaux.

### Déclaration de la Sorbonne (1998)
Lors de la célébration du 800e anniversaire de l'université de Paris, les ministres français Claude Allègre, italien Luigi Berlinguer, britannique Tessa Blackstone et allemand Jürgen Rüttgers ont émis dans une déclaration posant les problématiques suivantes :
- la création d'un espace européen de l'enseignement supérieur ;
- la mobilité des étudiants ;
- l'éducation et la formation tout au long de la vie ;
- la lisibilité (ou reconnaissance internationale) des cursus, basée sur le modèle anglo-saxon graduate et post-graduate;
- la semestrialisation et l'utilisation des crédits ECTS ;
- les formations pluridisciplinaires, linguistiques et relatives aux technologies de l'information.

### Déclaration de Bologne (1999)
Lors de la conférence de Bologne en juin 1999, 29 pays signent un texte commun.
La déclaration de Bologne du 19 juin 1999 qui engage le processus éponyme, identifie six actions à mener :
1. Mettre en place un système facilement compréhensible et comparable pour permettre une bonne lisibilité et faciliter la reconnaissance internationale des diplômes et qualifications.
2. Organiser les formations sur un premier cycle destiné au marché du travail (de 3 ans au moins) et un deuxième cycle nécessitant l'achèvement du premier.
3. Valider les formations par un système d'accumulation de crédits transférables entre établissements.
4. Faciliter la mobilité des étudiants, des enseignants et des chercheurs.
5. Coopérer en matière d'assurance de la qualité des enseignements.
6. Donner une dimension véritablement européenne à l'enseignement supérieur.

### Communiqué de Prague (2001)
À la suite de la rencontre des universités de Salamanque en mars 2001 et à la conférence de Prague en mai 2001, 34 pays s'engagent.
Les ministres ont adopté le Communiqué de Prague.

### Conférence de Berlin (2003)
À Berlin, les 16 et 17 septembre 2003, les ministres décident d'accélérer le processus et de l'étendre au cycle doctoral afin d'approfondir les liens entre l'espace européen de l'enseignement supérieur et celui de la recherche.
Trois objectifs impératifs sont fixés pour 2005 au sein du Communiqué de Berlin :
- mise en place d'un système en deux cycles,
- délivrance gratuite et automatique d'un supplément au diplôme,
- démarrage de la mise en place d'un système d’assurance de la qualité.

### Déclaration de Bergen (2005)
À Bergen a été signé un nouveau communiqué en mai 2005.
Les avancées recherchées ont été listées comme les suivantes :
- mise en œuvre des références et des lignes d'orientation pour la garantie de la qualité comme le propose le rapport de l'ENQA ;
- la mise en œuvre des cadres nationaux de qualifications ;
- la délivrance et la reconnaissance des diplômes conjoints, y compris au niveau doctoral ;
- la création d'opportunités pour des parcours flexibles de formation dans l'enseignement supérieur, y compris l'existence de dispositions pour la validation des acquis.

La déclaration de Bergen spécifie que la durée d'un doctorat « devrait correspondre à 3–4 années temps plein. »

### Déclaration de Londres (2007)
La conférence ministérielle de Londres a eu lieu en mai 2007 à Londres, au Royaume-Uni. Le communiqué réaffirme l'intégration du doctorat comme troisième cycle d'études.

### Déclaration de Louvain (2009)
La conférence ministérielle organisée par les pays du Benelux a eu lieu en Belgique, les mardi 28 et mercredi 29 avril 2009.
- La première partie de la conférence a eu lieu à Louvain, à la Bibliothèque universitaire de la Katholieke Universiteit Leuven.
- La deuxième partie de la conférence s'est déroulée à Louvain-la-Neuve, à l'Aula Magna de l'Université catholique de Louvain.

Le communiqué de la conférence annonce la poursuite du processus de Bologne jusqu'en 2020 avec comme priorité la garantie de l'égalité des chances dans l'accès à un enseignement de qualité, l'augmentation de la participation à l'éducation et à la formation tout au long de la vie, la promotion des capacités d'intégration sur le marché du travail, la définition des résultats d'apprentissage et des missions d'enseignement centrés sur l'étudiant, l'association entre l'enseignement, la recherche et l'innovation, l'ouverture des établissements d'enseignement supérieur à la scène internationale, l'augmentation des possibilités de mobilité et de la qualité des programmes de mobilité, l'amélioration de la collecte des données, la création des outils multidimensionnels assurant la transparence, et la garantie du financement.
Un contre-sommet, rallié par de nombreux mouvements universitaires nationaux, des syndicats et des partis politiques, a été organisé entre Bruxelles et Louvain-la-Neuve. Il s'est tenu du 25 au 29 avril. Cette conférence fut aussi l'occasion de lancer le premier Forum politique de Bologne le 26 avril qui a réuni des représentants de haut-niveau des États membres mais aussi provenant de l’Australie, du Brésil, du Canada, de la Chine, de l'Égypte, de l'Éthiopie, d’Israël, du Japon, du Kazakhstan, du Kirghizistan, du Mexique, du Maroc, de la Nouvelle-Zélande, de la Tunisie, des États-Unis, ainsi que de l’Association internationale des universités. La déclaration adoptée à l’issue de la réunion souligne l’importance de développer une coopération sur un large éventail de questions politiques.

### Conférence de Budapest et Vienne (2010)
La conférence ministérielle organisée par l'Autriche et la Hongrie a eu lieu, les 11 et 12 mars 2010 à Budapest et Vienne et célèbre les 10 ans du processus de Bologne. La déclaration finale annonce la création de l'Espace européen de l'enseignement supérieur

### Conférence de Bucarest (2012)
La 8e conférence ministérielle et le 3e forum politique du processus de Bologne a eu lieu les 26 et 27 avril 2012 à Bucarest en Roumanie.

## Acteurs institutionnels

Zone Bologne

L'enseignement supérieur n'est pas géré de manière centralisée, il reste une prérogative des gouvernements des états membres du processus de Bologne. Cependant la nature des acteurs s'est diversifiée, avec l'implication plus forte de la Commission européenne et des établissements d'enseignement supérieur. Les organisations suivantes sont également engagées dans la mise en place du processus : union des étudiants d’Europe, Association des universités européennes, l'Association européenne des institutions de l'enseignement supérieur (EURASHE), EI, European Association for Quality Assurance in Higher Education, BusinessEurope ainsi que bien sûr le Conseil de l'Europe, la Commission européenne et l'UNESCO.

### Gouvernements des pays engagés
Quarante-huit États sont actuellement engagés dans le processus. Il s'agit de l'ensemble des États du Conseil de l'Europe à l'exception de Monaco, de Saint-Marin, et du Kosovo qui lui n'est pas reconnu par certains états (la fédération de Russie notamment).
- Albanie
- Allemagne
- Andorre
- Arménie
- Autriche
- Azerbaïdjan
- Belgique
- Biélorussie
- Bosnie-Herzégovine
- Bulgarie
- Chypre
- Croatie
- Danemark
- Espagne
- Estonie
- France
- Finlande
- Géorgie
- Grèce
- Hongrie
- Irlande
- Islande
- Italie
- Kazakhstan
- Lettonie
- Liechtenstein
- Lituanie
- Luxembourg
- Macédoine du Nord
- Malte
- Monténégro
- Moldavie
- Norvège
- Pays-Bas
- Pologne
- Portugal
- République tchèque
- Roumanie
- Royaume-Uni
- Russie[12]
- Vatican (officiellement, le Saint-Siège)
- Serbie
- Slovaquie
- Slovénie
- Suède
- Suisse
- Turquie
- Ukraine

## Approches critiques et oppositions

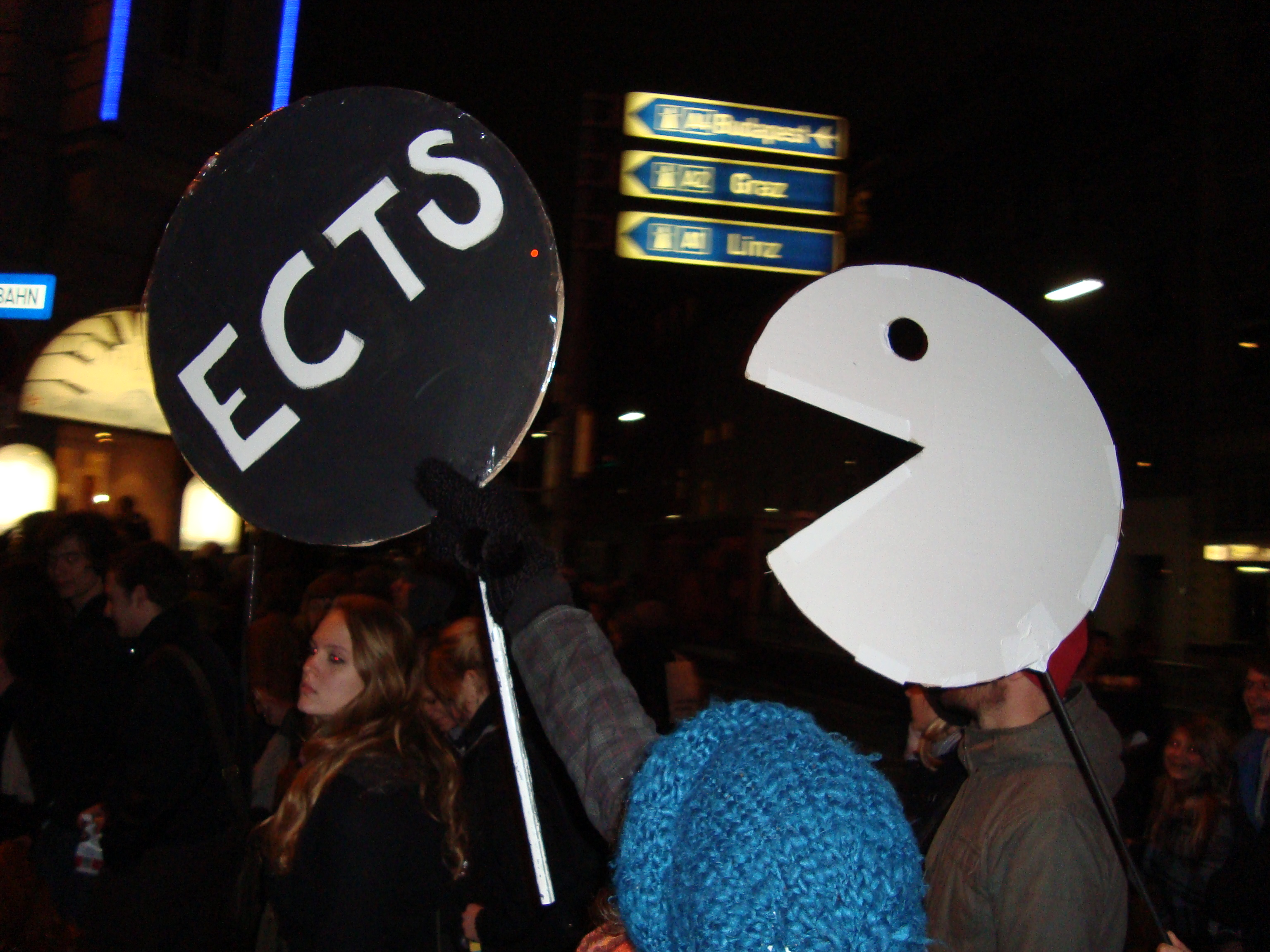
Pancarte dénonçant la chasse aux ECTS à la manière de Pacman lors d'une manifestation étudiante à Vienne en 2009.

Les objectifs du processus de Bologne ont été présentés comme hautement politisés, au-delà des simples réformes liées à l'harmonisation de systèmes d'enseignement supérieur.
Le processus de Bologne a été présenté par ses opposants comme une application de l'idéologie néolibérale au monde de la recherche : inévitable adaptation à l'évolution de la société et mise en concurrence des établissements d'enseignement supérieur. D'après l'universitaire altermondialiste Geneviève Azam, le principe même de l'adaptation à une loi extérieure à l'université — ici la loi du marché — va à l'encontre de la philosophie des Lumières qui était à la base du projet universitaire jusqu'ici.

## Réformes
| Doctorat/PhD (3)                             |
| Master/Maîtrise (2)                          |
|                                              |
| Licence/Bachelor /Bachelier/Baccalauréat (3) |
|                                              |
| Système de Grade BMD                         |

Son but est de normaliser le système d'enseignement dans les universités européennes afin d'harmoniser l'étude des normes en termes de contenu, de curriculum, de programme et des crédits de cours. Le processus de Bologne est un processus de rapprochement des systèmes d'études supérieures européens amorcé en 1998 et qui a conduit à la création en 2010 de l'espace européen de l'enseignement supérieur, constitué de 48 États. Cet espace concerne principalement les États de l'Espace économique européen ainsi que, notamment, la Turquie et la Russie. Les études supérieures en Afrique et celles de l'ancienne Union soviétique ont aussi été réformées en raison des liens historiques, politiques et linguistiques qui unissent certains pays avec leur zone d'influence. Amorcé en 1998 par la déclaration de la Sorbonne du 25 mai 1998, le processus de Bologne vise à faire de l'Europe un espace compétitif à l'échelle mondialisée de l'économie de la connaissance.
Une autre partie de la réforme est l'introduction du système européen de transfert et d'accumulation de crédits dit « ECTS ». La réforme bachelier-master-doctorat, réforme baccalauréat-maitrise-doctorat ou réforme BMD est une réforme européenne du système éducatif conçue par le processus de Bologne et donc parfois appelé réforme de Bologne.
À la suite de cette réforme, les universités européennes offriront trois niveaux de grades, dont les noms varient d'un pays à l'autre :
- baccalauréat universitaire ou bachelier (appelé licence en France et licenciatura au Portugal, bachelor en Suisse)[17]. Une qualification de cycle court, de 90 à 120 ECTS peut y est intégrée ou être distincte[17] ;
- master ou maitrise
- Doctorat (PhD)[18].

### France
En France, elle porte le nom de réforme licence-master-doctorat ou de réforme LMD.

### Belgique
On nomme parfois cette réforme : « réforme de Bologne » car conçue selon le processus de Bologne.
En Communauté française de Belgique, c'est le décret du 31 mars 2004 définissant l'enseignement supérieur, favorisant son intégration dans l'espace européen de l'enseignement supérieur et refinançant les universités qui engage cette transformation.